# Braai

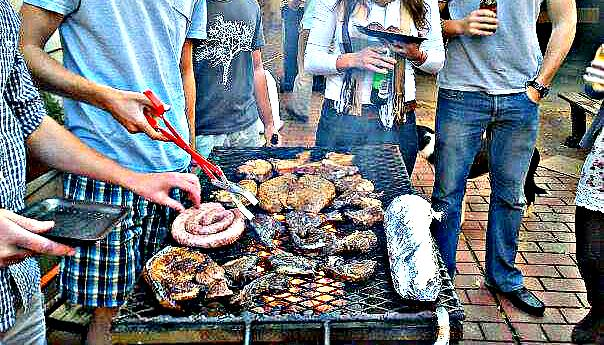
Un braai typique.

Le braai est  le barbecue des Afrikaners. C'est surtout une coutume sociale en Afrique du Sud, mais aussi au Botswana, en Namibie, au Lesotho, au Zimbabwe et en Zambie.
Le terme d'origine afrikaans a été adopté par les Sud-Africains de toute origine ethnique. Le mot « braai vleis » signifie « viande grillée » en afrikaans.
Le mot est souvent utilisé comme un verbe (ce dimanche, on « braai »).

## Galerie

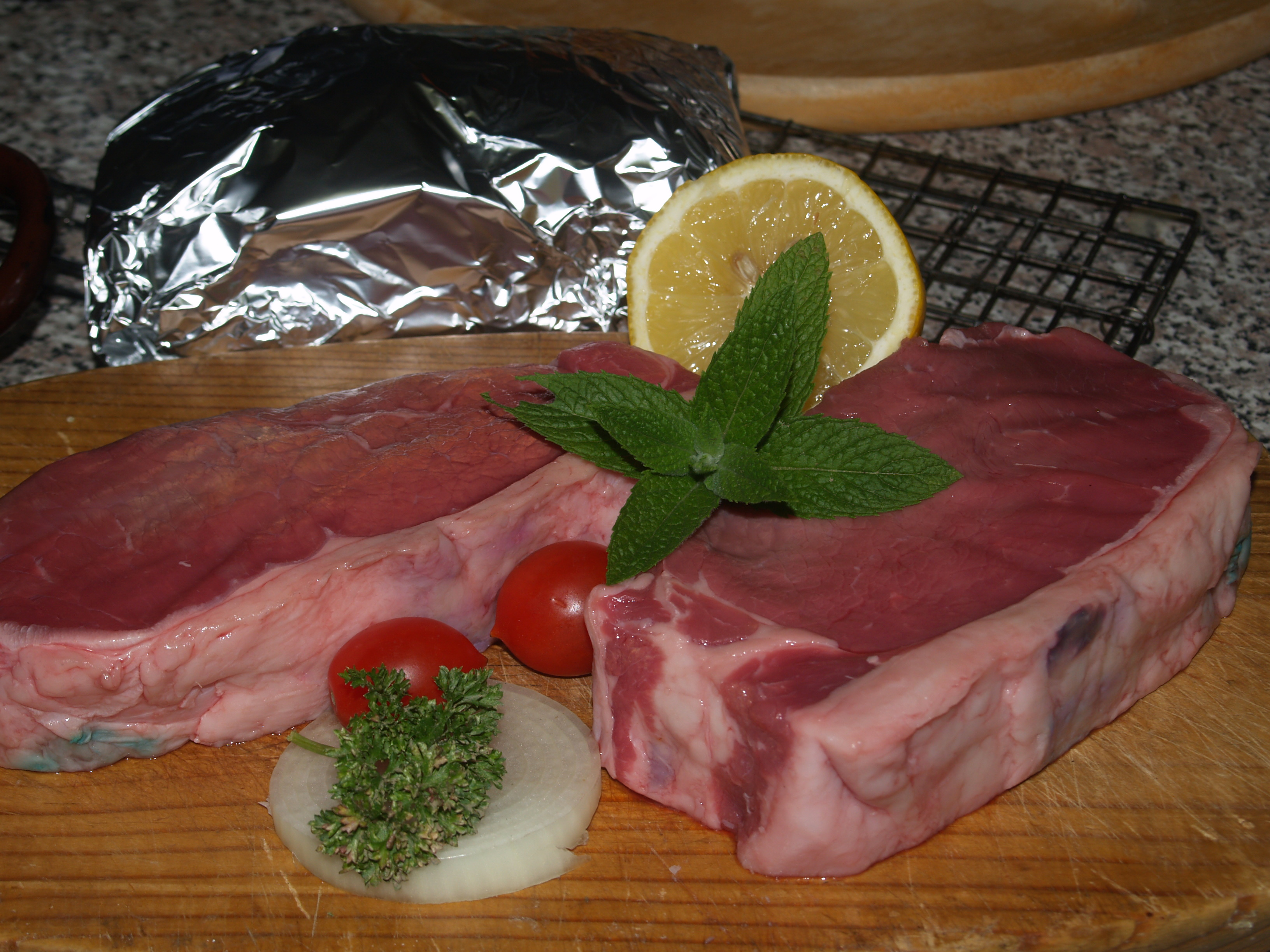
Pièce de bœuf.
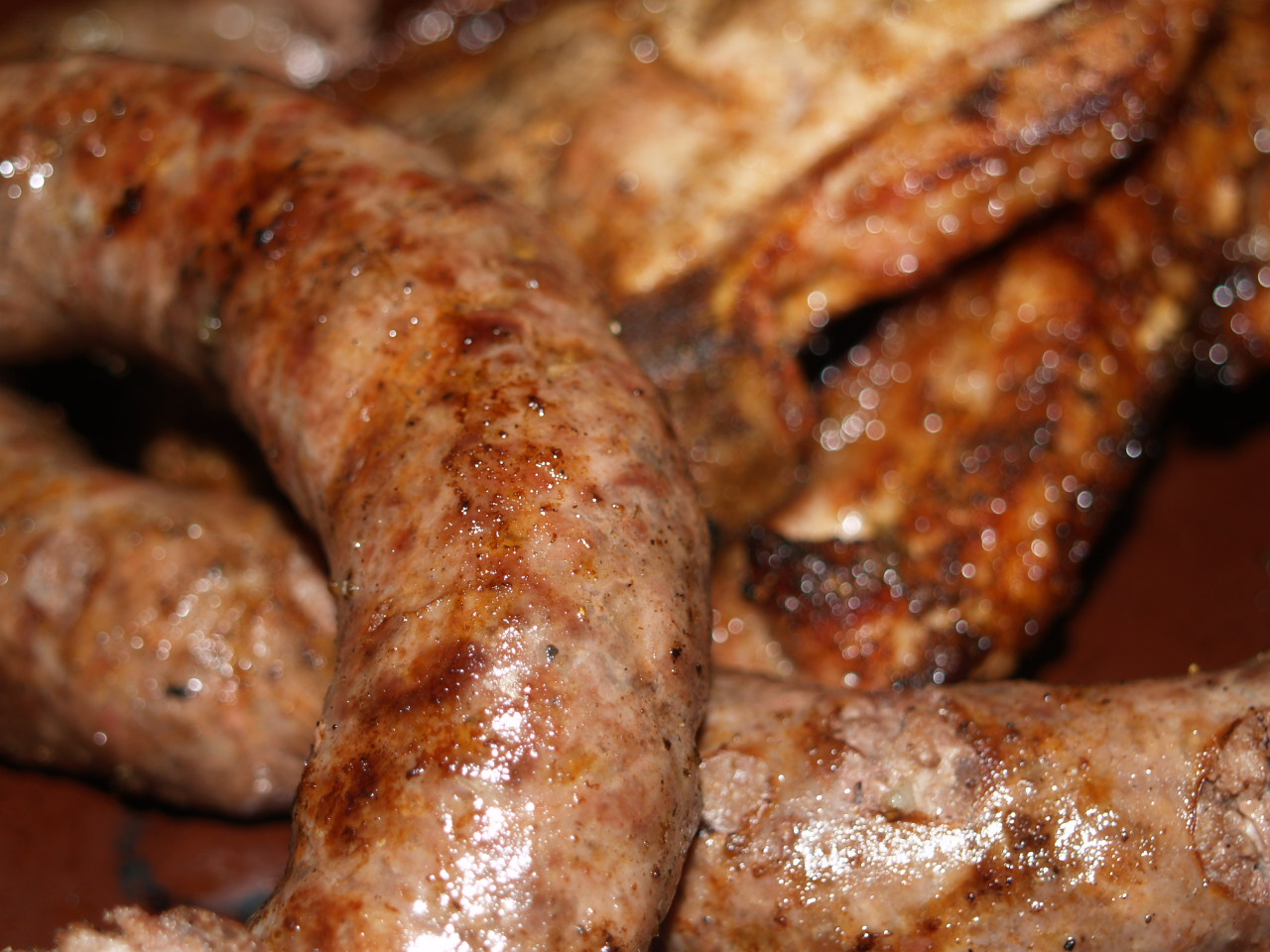
Saucisses.
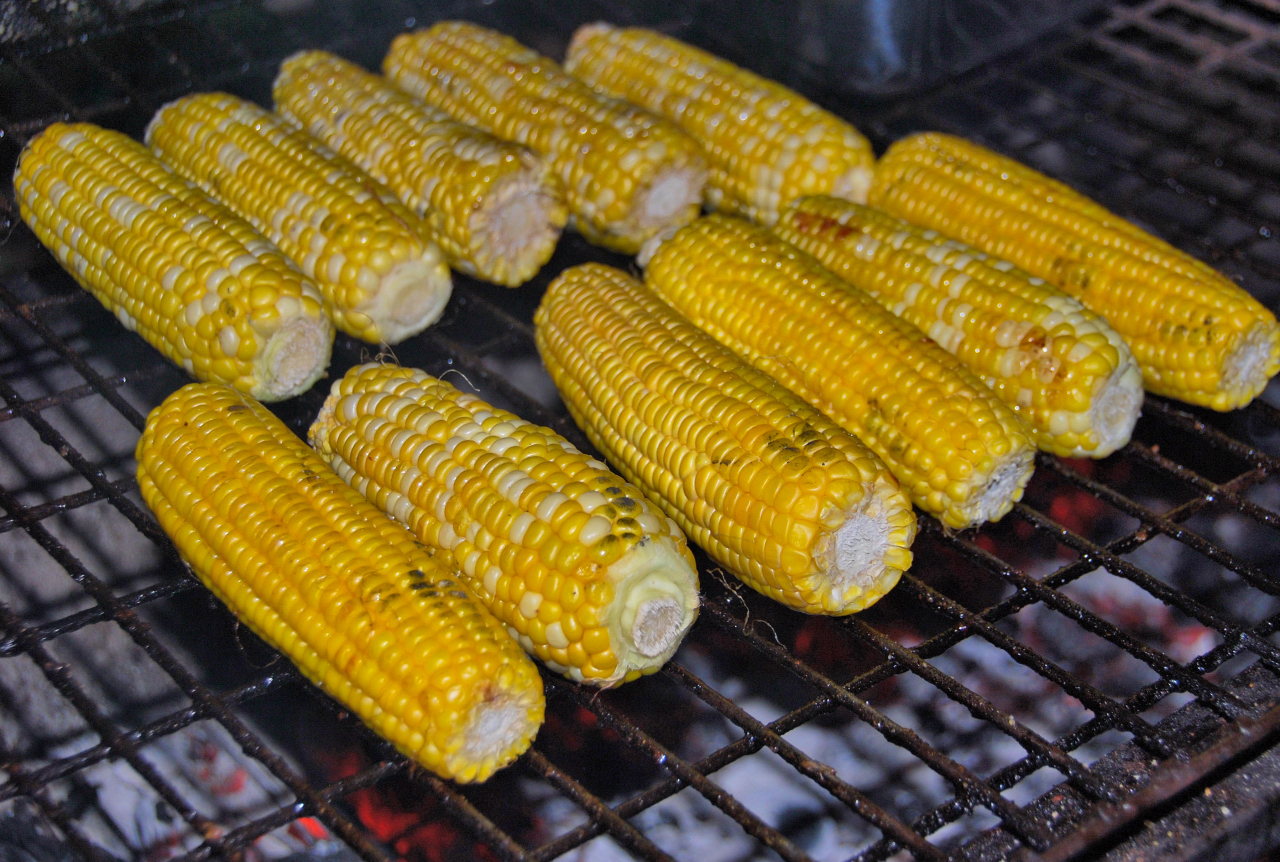
Maïs.
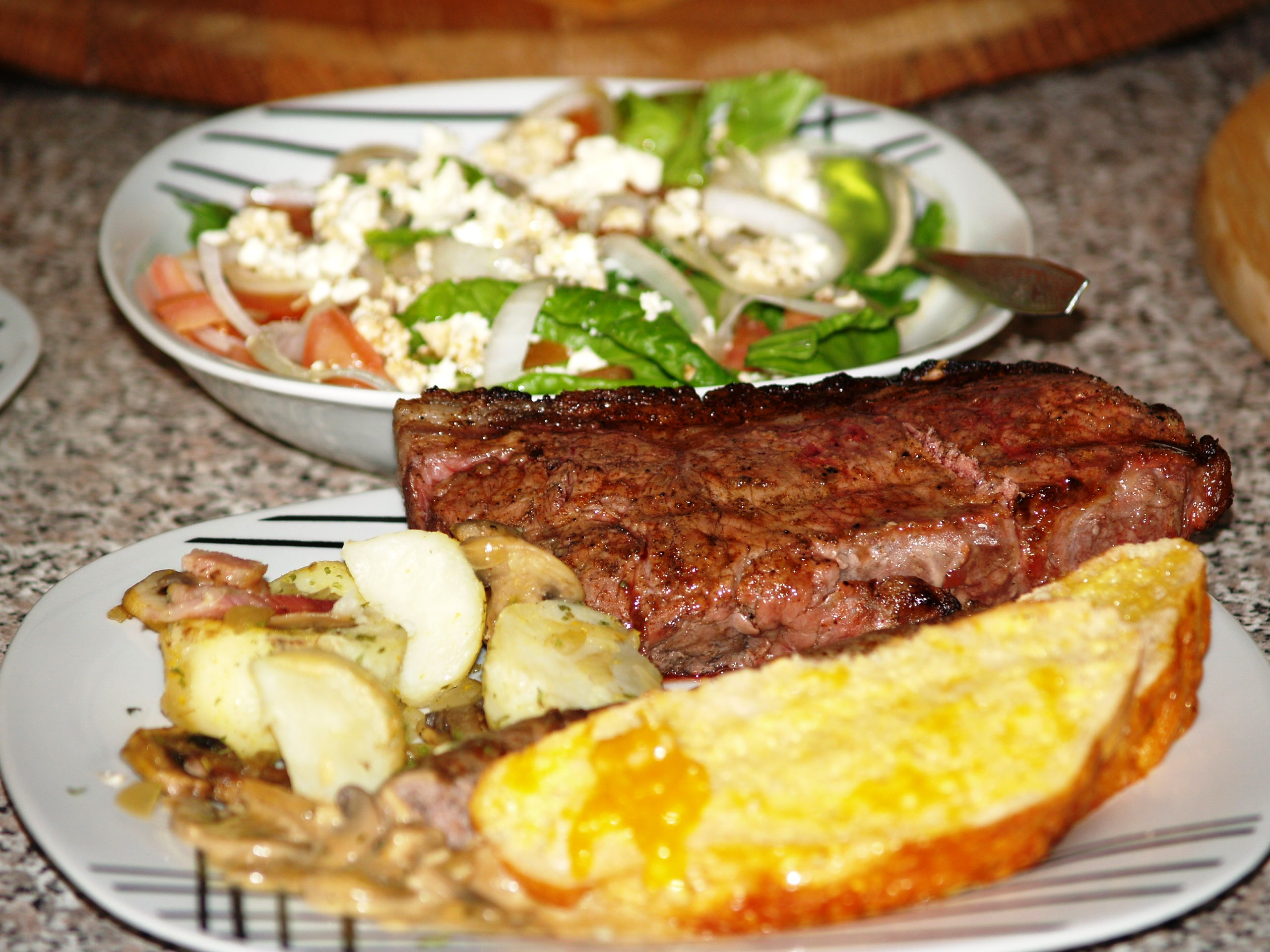
Assiette garnie.